# Přírodní park Prokopské a Dalejské údolí
Přírodní park Prokopské a Dalejské údolí je chráněné území nacházející se na území hlavního města Prahy v Česku. Nachází se v něm přírodní památky Ctirad, Opatřilka - Červený Lom; přírodní rezervace Prokopské údolí; národní přírodní památka U Nového mlýna, Dalejský profil a Požáry. Přírodní park se táhne Prokopským a Dalejským údolím od Řeporyj po Hlubočepy.
Roku 1982 byl pod názvem Prokopské údolí přírodní park vyhlášen jako první na území Prahy s rozlohou 626 ha. V červenci 1993 pak byl pod novým názvem vyhlášen v současné rozloze 652,5 ha.